# ナノ古細菌
ナノ古細菌（ナノこさいきん、Nanoarchaeota、ナノアーキオータ）とは、2002年に提唱された古細菌の門である。クレン古細菌への寄生に特化したグループで、細胞・ゲノムサイズともに極端に小型化している。2022年にNanobdella aerobiophilaが記載された。

## 発見
もっとも最初に発見されたのは、2002年のNanoarchaeum equitansである。N. equitansは、クレン古細菌Ignicoccus hospitalisに寄生する非常に小さな生物で、アイスランドのコルベインセイ海嶺より発見された。これに対してナノ古細菌門（Nanoarchaeota）という名が与えられた。
続いて2013年に、イエローストーンからAcd1と呼ばれるスルフォロブス目古細菌に寄生するNanobsidianus stetteriが報告された。2016年には、同じイエローストーンからAcidilobus sp.に寄生するNanopusillus acidilobiが、2018年にはニュージーランドティキターにある地獄の門からもデスルフロコックス科の未記載種Zestosphaera tikiterensisに寄生するNanoclepta minutusが発見された。
2022年にはNanobdella aerobiophilaが発見され、このグループとしては初めて記載された。これは好気性のMetallosphaera sedula MJ1HA株にのみ寄生する（同種の基準株TH2にすら寄生できない）。
これまでに発見された環境は何れも超好熱環境だが、それ以外の環境からも16S rRNA配列が検出されている。

## 特徴

### 他の古細菌への寄生
寄生対象は4種ともクレン古細菌である。増殖には宿主細胞が必須で、最も研究が進んでいるN. equitansは、I. hospitalisの細胞破砕液中や、I. hospitalisと半透膜で区切っての培養実験でも増殖しなかった。培養溶液中では、しばしば10個程度のN. equitansに寄生されたI. hospitalisが観察される。N. equitansの遊離細胞も観察されるが、これが感染性を持つかどうか詳細は不明である。
宿主への影響は、培養液中にN. equitansが存在すると、I. hospitalisの増殖条件や培養最終濃度に変化はないが、定常状態に達するまでの必要時間が増加する。
個々の細胞単位で見ると、寄生されたI. hospitalisは増殖能力が明らかに低下し、寄生体の数が3個を超えると増殖できない。また、寄生されたI. hospitalisは、収奪されたエネルギーを補うためか代謝系が単純化する。最終的に、寄生されたI. hospitalisは死滅するように見える。
一方で、I. hospitalis-N. equitans共培養系と異なり、Acidilobus sp.-Nanopusillus acidilobi共培養系では、'Acidilobus sp.単独の場合と増加曲線が変わらないという報告もある。
I. hospitalisは直径2.5μmとかなり大型で、堅い細胞壁の代わりに外細胞膜と複雑な内膜系を持つ特殊な古細菌であるが、ナノ古細菌とは別系統であるが同じDPANN系統に属すCa. Micrarchaeum acidiphilumやCa. Parvarchaeum acidiphilumも、やはり同様に細胞壁を欠くユーリ古細菌Ferroplasma acidarmanusに寄生する。このことから関連性が疑われたが、その後発見されたN. stetteriやN. acidilobiの宿主であるAcd1やAcidilobus sp.は、S層からなる細胞壁を持つ典型的なスルフォロブス目古細菌であった。
なお、N. equitansは、I. hospitalisの表面に付着しているだけで、宿主細胞内部に入り込んでいる様子はない。接触面ではN. equitansのS層が崩れ、I. hospitalisの外細胞膜は破壊される。

### その他の特徴
細胞サイズはNanoarchaeum equitansが350-500nm、Nanopusillus acidilobiが100-300μmと非常に小型で、生物としては最も小さな部類である。宿主細胞に比べても格段に小さく、1つの宿主にいくつもの寄生体が付着している様子が観察されている。
ゲノムサイズは、Nanoarchaeum equitans Kin4-Mが49万0885塩基対（ORF536）、Nanopusillus acidilobi 7Aが60万5887塩基対（ORF587）であり、こちらも生物として最小の部類に入る。保有する遺伝子が少ないため、脂質、補因子、アミノ酸、及びヌクレオチド生合成、場合によってはATP合成酵素や呼吸酵素複合体すら欠く。単独で増殖できないのはこれらを宿主に依存しているためと考えられる。このうち脂質に関しては完全に宿主に依存していることが確認されている。ただし、クラミジアやカルソネラと異なり細胞内寄生体ではないため、ATPは解糖系から供給されている可能性もある。
宿主との共培養系で維持されるため、増殖条件は基本的に宿主と同じである。上記4種は、好酸性や好気性/嫌気性と様々だが、温度に関しては何れも80℃～90℃付近で最適に増殖する。

## 分類
以前はユーリ古細菌に近いとされ、テルモコックス綱の姉妹群に置かれることもあったが、これまでに蓄積されたゲノム情報から、ナノ古細菌は、より古細菌の基層を占めるDPANN群に属す可能性が高くなってきている。同様の寄生生活を営むARMAN（=パルウ古細菌およびミクロ古細菌。細胞壁のない古細菌Ferroplasmaに寄生）もDPANN群に含まれる。

### 下位分類
いずれも未記載、純粋培養もされていない。綱は設定されていない。カッコ内は寄生対象
- "ナノアルカエウム目"/"Nanoarchaeales"
  - "ナノアルカエウム科"/"Nanoarchaeaceae"
    - "ナノアルカエウム属"/"Nanoarchaeum"
      - "Ca. Nanoarchaeum equitans"（デスルフロコックス目デスルフロコックス科Ignicoccus hospitalisに寄生）

  - "ナノプシッルス科"/"Nanopusillaceae"
    - "ナノプシッルス属"/"Nanopusillus"
      - "Ca. Nanopusillus acidilobi" （アキディロブス目アキディロブス科Acidilobus sp.に寄生）

    - ナノブシディアヌス属/"Nanobsidianus"
      - "Ca. Nanobsidianus stetteri"（スルフォロブス目Acd1に寄生）

    - ナノクレプタ属/"Nanoclepta"
      - "Ca. Nanoclepta minutus"（デスルフロコックス目デスルフロコックス科"Ca. Zestosphaera tikiterensis"に寄生）